# Pisione guanche
Pisione guanche é uma espécie de anelídeo pertencente à família Sigalionidae.
A autoridade científica da espécie é San Martín, López & Núñez, tendo sido descrita no ano de 1999.
Trata-se de uma espécie presente no território português, incluindo a sua zona económica exclusiva.